# Gubernia jelizawietpolska
Gubernia jelizawietpolska (ros. Елизаветпольская губерния) – jednostka administracyjna Imperium Rosyjskiego na Kaukazie, utworzona ukazem Aleksandra II w 1868. Stolicą guberni był Jelizawietpol. Wchodziła w skład Namiestnictwa Kaukaskiego. Istniała do 1918.
Gubernia była położona we wschodniej części Kaukazu Południowego pomiędzy 38°50′ a 41 1/2° długości geograficznej północnej i 44°21′ a 48°21′ szerokości geograficznej wschodniej. Graniczyła od północy z gubernią tyfliską, okręgiem zakatalskim i obwodem dagestańskim, od wschodu z gubernią bakijską, na zachodzie z gubernią tyfliską i gubernią erywańską, na południu z Persją, od której oddzielała ją rzeka Araks, stanowiąca granicę państwową Imperium Rosyjskiego.
Powierzchnia guberni wynosiła w 1897 – 44 136 km² (38 782,5 wiorst ²). Gubernia w początkach XX wieku była podzielona na 8 ujezdów.

## Demografia
Ludność, według spisu powszechnego 1897 – 878 415 osób – Azerów (60,8%), Ormian (33,3%), Lezginów (1,7%), Rosjan (1,6%), Białorusinów, Niemców, Kurdów, Tatów i Udynów.

### Ludność w ujezdach według deklarowanej narodowości 1897[1]
| Ujezd            | Azerowie | Ormianie | Lezgini | Rosjanie | Białorusini | Niemcy | Kurdowie | Tatowie | Udyni |
| ---------------- | -------- | -------- | ------- | -------- | ----------- | ------ | -------- | ------- | ----- |
| Gubernia łącznie | 60,8%    | 33,3%    | 1,7%    | 1,6%     | …           | …      | …        | …       | …     |
| Areski           | 70,1%    | 20,5%    | 8,7%    | …        | …           | …      | …        | …       | …     |
| Dżewanszyrski    | 74,1%    | 23,7%    | …       | 1,1%     | …           | …      | …        | …       | …     |
| Dżabrailski      | 71,6%    | 26,9%    | …       | …        | …           | …      | …        | …       | …     |
| Jelizawietpolski | 63,9%    | 26,4%    | …       | 4,4%     | 1,7%        | 1,9%   | …        | …       | …     |
| Zangezurski      | 51,6%    | 46,1%    | …       | …        | …           | …      | 1,3%     | …       | …     |
| Kazachski        | 57,2%    | 38,9%    | …       | 3,0%     | …           | …      | …        | …       | …     |
| Nuchiński        | 69,3%    | 15,7%    | 7,1%    | …        | …           | …      | …        | 1,5%    | 5,8%  |
| Szuszeński       | 45,3%    | 53,3%    | …       | 1,0%     | …           | …      | …        | …       | …     |

Po przewrocie bolszewickim w Rosji i rozpędzeniu Konstytuanty Rosji przez bolszewików, Sejm Zakaukaski proklamował 10 lutego 1918 powstanie Zakaukaskiej Demokratycznej Republiki Federacyjnej, w której skład weszła gubernia jelizawietpolska. Od 28 maja 1918 Demokratyczna Republika Azerbejdżanu. Po podboju Azerbejdżanu przez Armię Czerwoną w Azerbejdżańskiej Socjalistycznej Republice Radzieckiej (od 28 kwietnia 1920), w tym w latach 1922–1936 w składzie Zakaukaskiej Federacyjnej Socjalistycznej Republiki Radzieckiej – republiki związkowej ZSRR, w latach 1936–1991 samodzielna republika związkowa ZSRR. Od 1991 niepodległy Azerbejdżan. Region Górskiego Karabachu (z Szuszą i Stepanakertem) funkcjonował w latach 1991–2023 jako nieuznane międzynarodowo quasi-państwo kontrolowane przez miejscowych Ormian wspieranych przez Armenię.